# Estadio de la Academia de Fútbol de Ereván
Oficialmente, el FFA Technical Center-Academy Stadium (en armenio: Տեխնիկական-կենտրոն ակադեմիայի), conocido comúnmente como el Estadio de la Academia de Fútbol de Ereván o el Estadio de la Academia Avan, es un estadio de fútbol de todas las plazas en Ereván, Armenia. Está ubicado en el distrito norte de Avan de la ciudad, dentro del complejo Centro Técnico-Academia de la Federación de Fútbol de Armenia. El estadio es a veces conocido como el Estadio de la Academia de Fútbol Avan.

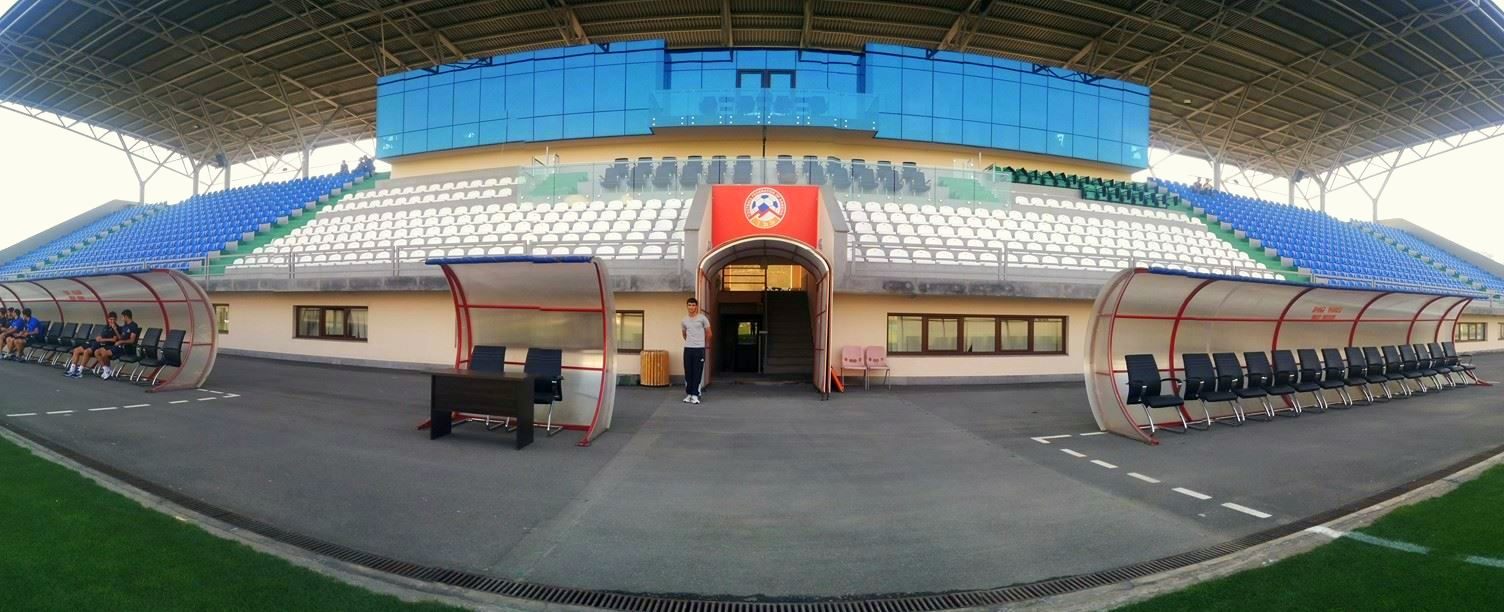
La posición principal

El estadio de 1.428 asientos fue inaugurado oficialmente el 29 de abril de 2013 por el alcalde de Ereván Taron Margaryan. Sin embargo, el primer partido oficial en el estadio tuvo lugar antes del 13 de abril de 2013, entre FC Pyunik y FC Banants dentro de los marcos de la Premier League de Armenia. El partido terminó con un resultado de 4-0, a favor de Pyunik.
En el estadio entre 2013 y 2017 hizo de local de la Primera Liga de Armenia el Pyunik.
Actualmente hace de local la recién fundada FC Avan Academy, que juega en la Primera Liga de Armenia.
El estadio forma parte del Centro Técnico-Academia de la Federación de Fútbol de Armenia, que fue inaugurado oficialmente el 1 de septiembre de 2010 por el presidente de la UEFA, Michel Platini. El centro alberga el estadio de fútbol principal, 9 campos de entrenamiento de fútbol (8 naturales y 1 artificial), 4 canchas de tenis al aire libre, un pabellón deportivo interior, piscinas cubiertas y al aire libre, gimnasio y un hotel de 4 estrellas con 49 habitaciones.